# Czarnocin (powiat mławski)
Czarnocin – wieś sołecka w Polsce położona w województwie mazowieckim, w powiecie mławskim, w gminie Strzegowo.
Wierni Kościoła rzymskokatolickiego należą do parafii św. Mikołaja w Niedzborzu.
W latach 1975–1998 miejscowość należała administracyjnie do województwa ciechanowskiego.